# Бусленко Юрій Михайлович
Ю́рій Миха́йлович Бусле́нко (нар. 31 травня 1951, Київ — червень 2014, Київ) — український фотохудожник.

## Життєпис
Закінчив Київський національний університет імені Тараса Шевченка в 1974 році.
Приватно навчався в українських фотомайстрів (зокрема у М. Ф. Козловського).
Працював у провідних видавництвах України та зарубіжжя.
Нагороджений Дипломом 1-го ступеня ім. І. Федорова (1983).

## Роботи
Виконав ілюстрації до низки загальноукраїнських видань:
енциклопедії
- Українська радянська енциклопедія
- «Київ: Історичний огляд у картах, ілюстраціях, документах» (1982)
- Географічна енциклопедія України (у 3-х т., 1983—1988)
- Українська літературна енциклопедія (1988—1995)
- Енциклопедія «Мистецтво України» (т. 1, 1995)[1]

довідники
- «Київ» (1981—1982; 1986)
- «Чернігівщина» (1990)
- «Полтавщина» (1992)
- «Історія міст і сіл Української РСР» (томи «Київ», «Чернігівська область»)

фотоальбоми
- «Києво-Печерська лавра», «Софіївський заповідник» (обидва — 1985)
- «Це — Україна!» (1995)
- «Золотоверхий Київ» (1995, автор.)
- «Лівія» (1997)
- «Кам'янець на Поділлі» (2000, автор.)
- «Звід пам'яток історії та культури України. Київ» (кн. 1, 1999; кн. 2, 2003; повне ілюстрування)

мистецькі календарі
- «Мальовнича Україна» (1997)
- «Річковий флот України», «Карпати» (1990—1997; усі — Київ)
- колекції художніх фотографій українських історичних краєвидів, пейзажів, художніх матеріалів у журналах «Наше наследие», «Міжнародний туризм», «Київ», «Панорама», «Welcome to Ukraine» та ін.

альбоми
- Національний історико-архітектурний заповідник «Кам'янець». — К.: Тріумф, 2000 р. — 128 с. (автор)
- Киев: город и его достопримечательности: фотокнига-гид. — К.: Спалах, 2000 р. — 80 с. (автор)